# (21441) Stevencondie
(21441) Stevencondie (1998 FC144) – planetoida z pasa głównego asteroid okrążająca Słońce w ciągu 3,92 lat w średniej odległości 2,48 j.a. Odkryta 29 marca 1998 roku.